# BB 1420
Les BB 1420 sont une petite série d'anciennes locomotives électriques du Paris-Orléans.
Livrées entre 1927 et 1929, elles assurent d'abord la traction de trains de marchandises. À la création de la SNCF, elles sont classées comme machines de manœuvre et sont radiées en 1967 et 1976.

## Caractéristiques et carrière

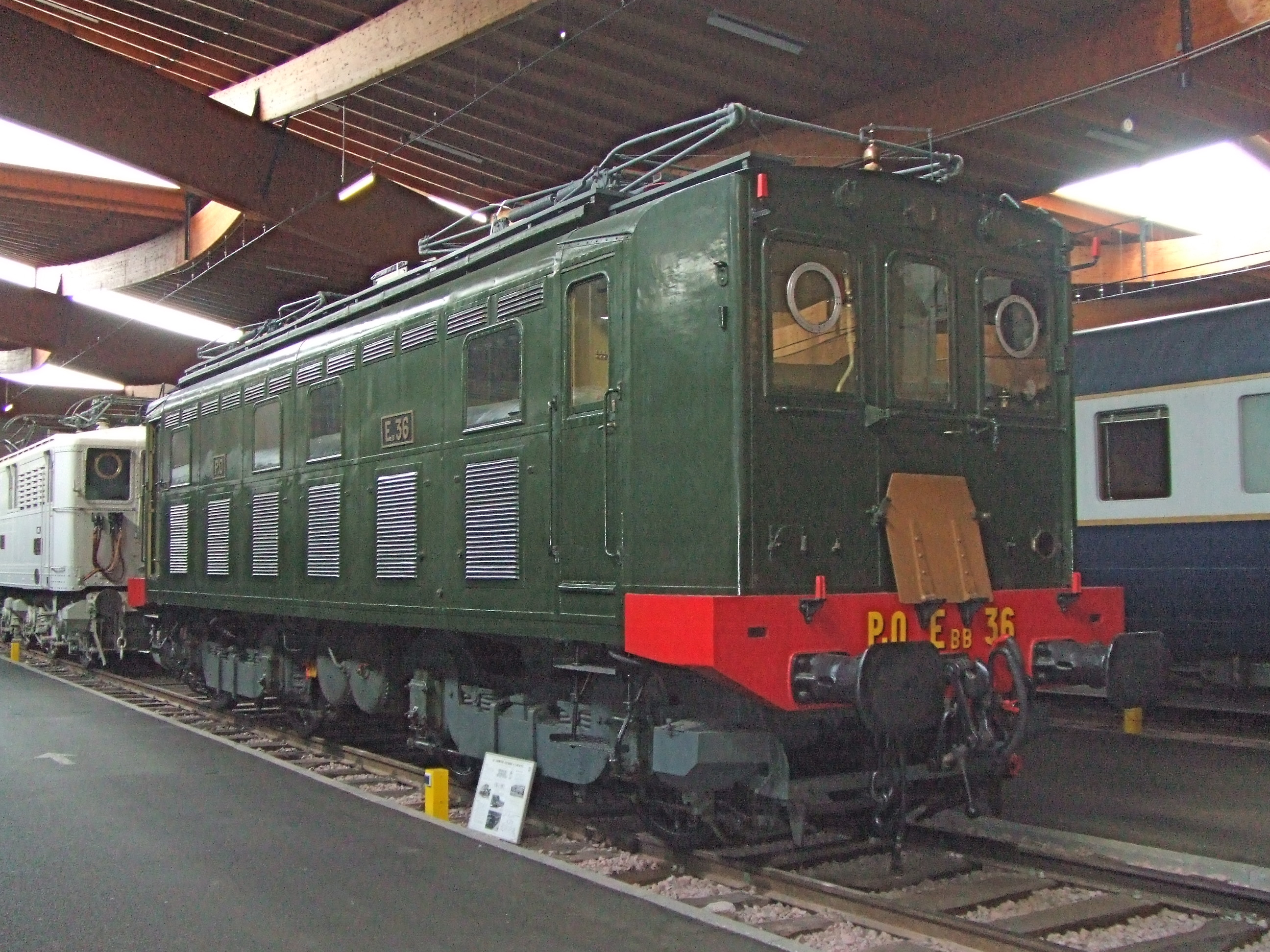
La BB 36, extérieurement semblable aux BB 1420.

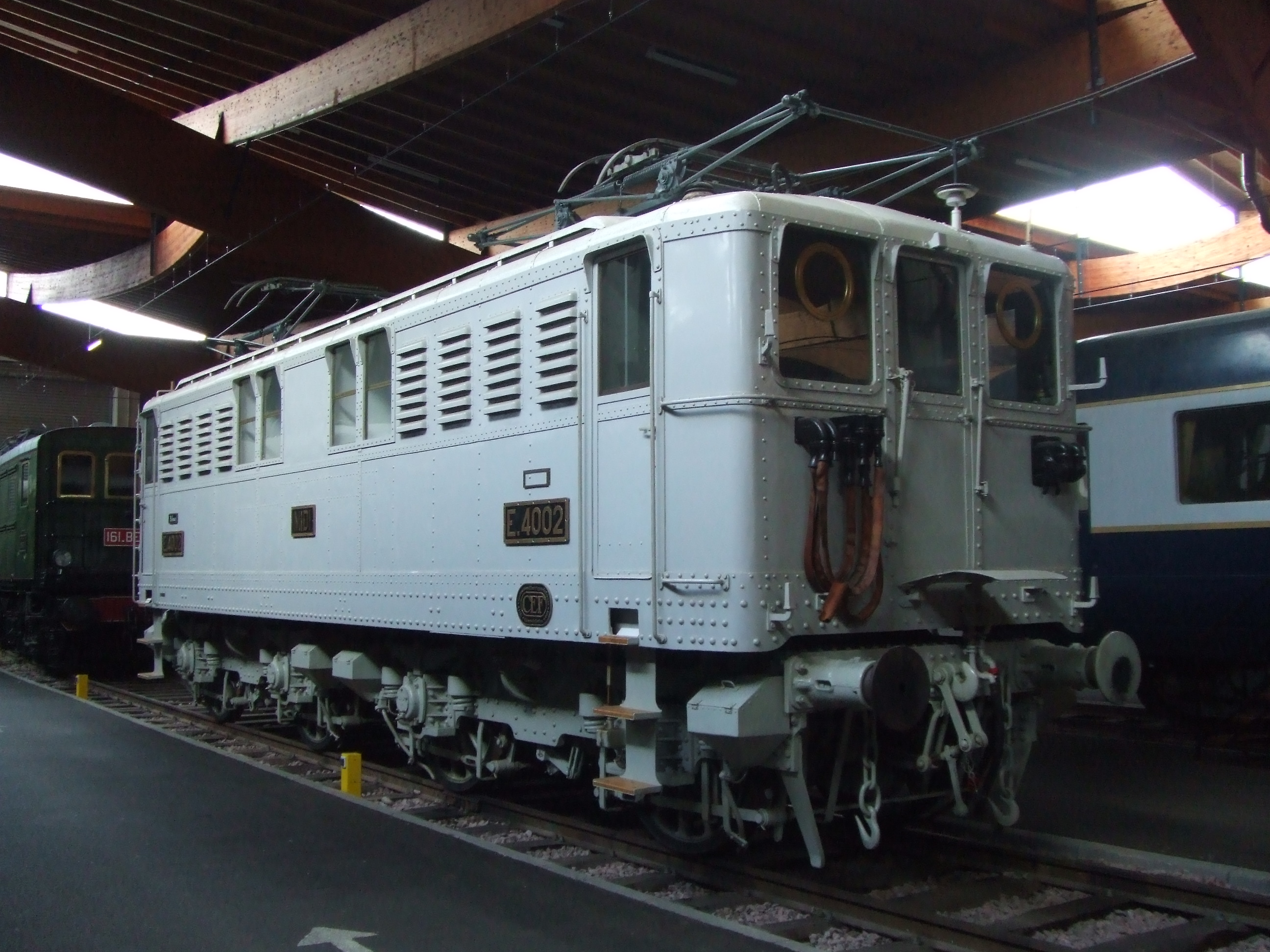
BB E 4002 Midi, montrant le système d'attelage solidaire des bogies.

En 1922, le PO commande 200 locomotives électriques (courant continu 1 500 V) de type BB pour assurer un service mixte sur l'axe Paris-Vierzon, en cours d'électrification. Réparties en plusieurs séries, leur aspect extérieur est assez semblable à celui des BB 1-80, les plus connues ; elles arborent une livrée « vert extérieur » avec des bogies gris et des traverses rouges. Seize d'entre elles sont intégralement construites par les CEF. Comparables du point de vue électrique au reste de la série, leurs tampons et leurs attelages sont solidaires des bogies et non de la caisse, et les bogies sont attelés entre eux comme sur les BB Midi. Elles sont aptes au fonctionnement en unités multiples (UM).
Livrées entre 1927 et 1929, dépendant du dépôt de Paris-Ivry, elles assurent un service marchandises sur Paris - Vierzon puis, à partir de 1933, sur Les Aubrais - Saint-Pierre-des-Corps. En 1935, onze d'entre elles rejoignent le dépôt de Brive, la section Vierzon - Brive venant d'être électrifiée.
Elles commencent à servir de locomotives de manœuvre à la création de la SNCF. Définitivement chassées du service marchandises en 1946-48 par l'arrivée sur les lignes qu'elles fréquentent des BB 300, plus modernes et mieux adaptées, elles travaillent à la pousse de rames (en complément de la locomotive de tête) et aux manœuvres à Brétigny et Juvisy.
Elles sont renumérotées BB 1425 à 1440 en 1950, sans changement d'activité. Entre 1951 et 1954, leur modification en locomotives de manœuvre se complète par la suppression des équipements UM. Après avoir été affectées à plusieurs dépôts, elles sont regroupés à Brive, Limoges et Paris-Sud-Ouest au milieu des années 1960. La radiation de cette série commence en 1967 pour se terminer en 1976 avec la BB 1436, dernier exemplaire briviste.